# Svarttjärnen (Djupnäs, Västervåla socken, Västmanland)
Svarttjärnen är en sjö i Fagersta kommun i Västmanland och ingår i Norrströms huvudavrinningsområde. Sjön är 3 meter djup, har en yta på 0,01 kvadratkilometer och befinner sig 170 meter över havet.